# Khamisoides edwardsi
Espèce
Khamisoides edwardsi est une espèce d'araignées aranéomorphes de la famille des Oonopidae.

## Distribution
Cette espèce est endémique de Saint John aux îles Vierges américaines,.

## Description
Le mâle holotype mesure 1,25 mm et la femelle paratype 1,32 mm.

## Étymologie
Cette espèce est nommée en l'honneur de Glavis Bernard Edwards.

## Publication originale
- Platnick & Berniker, 2015 : The goblin spider genus Khamisia and its relatives (Araneae, Oonopidae). American Museum Novitates, no 3837, p. 1-66 (texte intégral).